# Aureusidina sintasi
La aureusidina sintasi è un enzima appartenente alla classe delle ossidoreduttasi, che catalizza la seguente reazione:
2′,4,4′,6′-tetraidrossicalcone + O2 ⇄ aureusidina + H2O
2′,3,4,4′,6′-pentaidrossicalcone + 0.5 O2 ⇄ aureusidina + H2O
L'enzima è una glicoproteina contenente rame, che gioca un ruolo chiave nella colorazione gialla dei fiori come nella bocca di leone. L'enzima è un omologo della polifenolo ossidasi delle piante e catalizza due trasformazioni chimiche separate (la 3-idrossilazione e la ciclizzazione ossidativa, o 2′,α-deidrogenazione). Il perossido di idrogeno attiva la prima reazione ma inibisce la seconda.